# پیتر ترورز

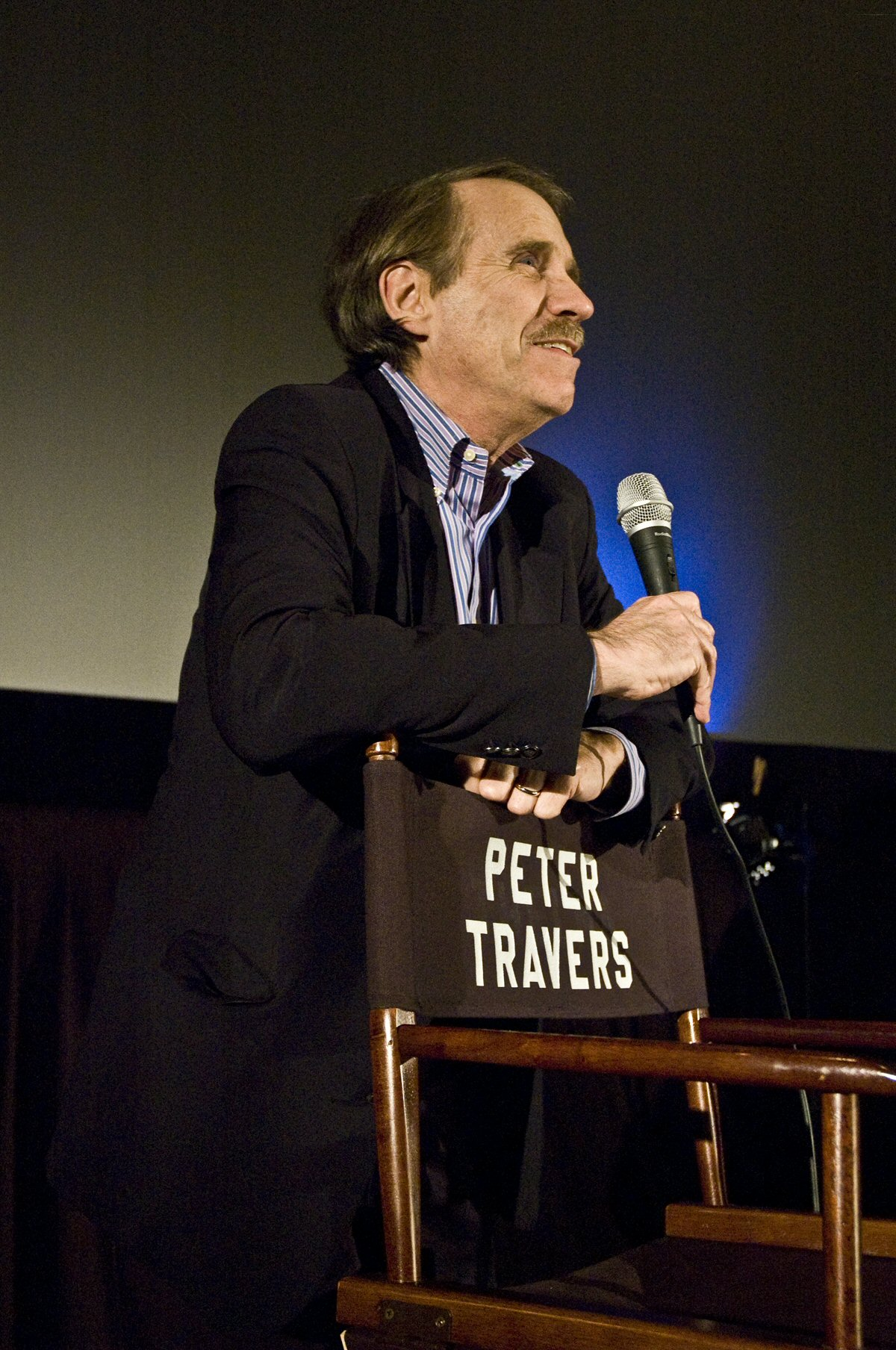

پیتر ترورز منتقد فیلم آمریکاییست که برای مجلات رولینگ استون و پیپل نقد فیلم انجام داده است. وی همچنین میزبان شوی تلویزیونی Popcorn از ABC News Now و ABCNews.com میباشد.

## امتیازات داده شده
ترورز فیلمها را بر اساس سیستم ۴ ستاره ارزیابی میکند (۴ ستاره بالاترین امتیاز و بدون ستاره کمترین امتیاز این سیستم است) و در جدول زیر پراکندگی امتیازات داده شده در نقدهایش قرار دارند.
| سال  | بدون ستاره | نیم ستاره | یک ستاره | یک و نیم ستاره | دو ستاره | دو و نیم ستاره | سه ستاره | سه و نیم ستاره | چهار ستاره | کل فیلمها | میانگین امتیاز دهی |
| ---- | ---------- | --------- | -------- | -------------- | -------- | -------------- | -------- | -------------- | ---------- | --------- | ------------------ |
| ۱۹۹۰ |            |           |          |                |          |                |          |                | ۱          | ۱         | NA                 |
| ۱۹۹۱ |            |           |          |                |          |                | ۱        |                |            | ۱         | NA                 |
| ۱۹۹۲ |            |           |          |                |          |                |          |                | ۱          | ۱         | NA                 |
| ۲۰۰۰ | ۱          |           |          |                |          |                |          |                |            | ۱         | NA                 |
| ۲۰۰۲ |            |           | ۹        |                | ۱۰       |                | ۱۵       | ۶              | ۴          | ۴۴        | ۲٫۵۲               |
| ۲۰۰۳ |            |           | ۲۵       |                | ۳۵       |                | ۴۹       | ۲۶             | ۶          | ۱۴۱       | ۲٫۵۳               |
| ۲۰۰۴ |            |           | ۲۵       |                | ۲۷       |                | ۴۸       | ۳۲             | ۳          | ۱۳۵       | ۲٫۵۷               |
| ۲۰۰۵ | ۱          |           | ۱۰       | ۳              | ۲۱       | ۹              | ۵۷       | ۳۱             | ۳          | ۱۳۵       | ۲٫۷۴               |
| ۲۰۰۶ | ۱          | ۲         | ۱۵       | ۴              | ۱۹       | ۱۹             | ۴۵       | ۳۰             | ۷          | ۱۴۲       | ۲٫۶۴               |
| ۲۰۰۷ |            |           | ۷        | ۵              | ۱۵       | ۱۵             | ۳۶       | ۴۲             | ۳          | ۱۲۳       | ۲٫۸۴               |
| ۲۰۰۸ | ۲          | ۶         | ۱۳       | ۵              | ۱۶       | ۲۳             | ۳۳       | ۳۱             | ۴          | ۱۳۳       | ۲٫۵۳               |
| ۲۰۰۹ | ۵          | ۲         | ۱۴       | ۸              | ۱۱       | ۲۱             | ۴۲       | ۴۲             | ۳          | ۱۴۸       | ۲٫۶۱               |
| ۲۰۱۰ | ۳          | ۱         | ۱۳       | ۷              | ۱۶       | ۳۱             | ۴۵       | ۲۸             | ۲          | ۱۴۶       | ۲٫۵۶               |
| ۲۰۱۱ | ۵          | ۲         | ۱۲       | ۳              | ۱۱       | ۱۱             | ۲۴       | ۱۲             | ۲          | ۷۸        | ۲٫۱۲               |
| ۲۰۱۲ | ۳          | ۰         | ۱        | ۱              | ۳        | ۰              | ۲        | ۴              | ۰          | ۱۴        | ۲٫۰۴               |
| کل   | ۱۷         | ۱۲        | ۱۳۹      | ۳۶             | ۱۷۸      | ۱۲۱            | ۳۷۹      | ۲۷۳            | ۳۸         | ۱۱۹۱      | ۲٫۵۴               |

(*) اطلاعات بالا آخرین بار در ۲۱ ژوئیه ۲۰۱۱ آپدیت شده است